# Niardo
Niardo is een gemeente in de Italiaanse provincie Brescia (regio Lombardije) en telt 1881 inwoners (31-12-2004). De oppervlakte bedraagt 22,3 km², de bevolkingsdichtheid is 83 inwoners per km².

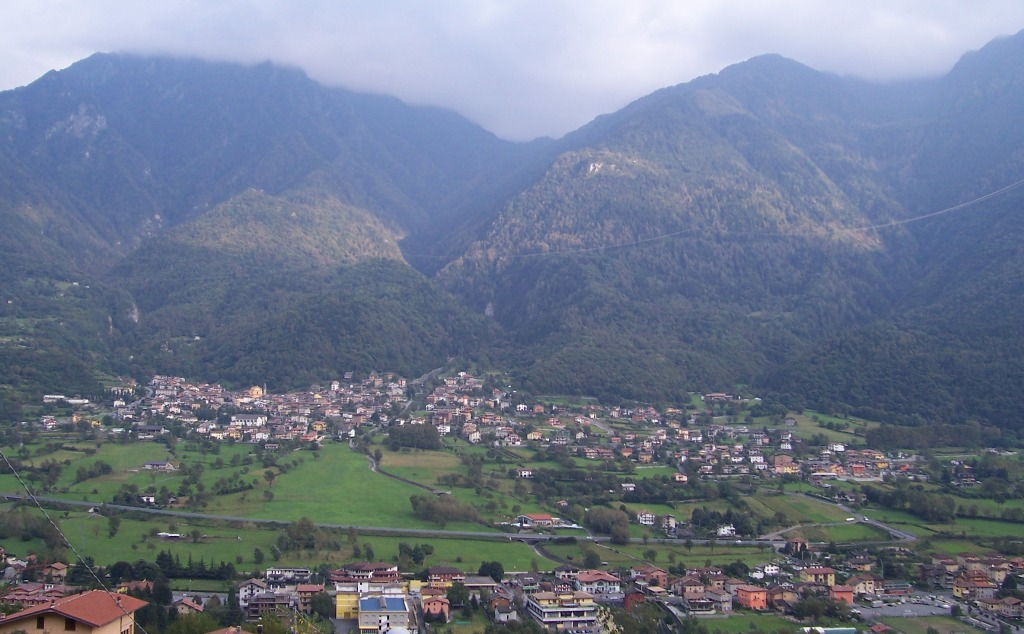
Niardo
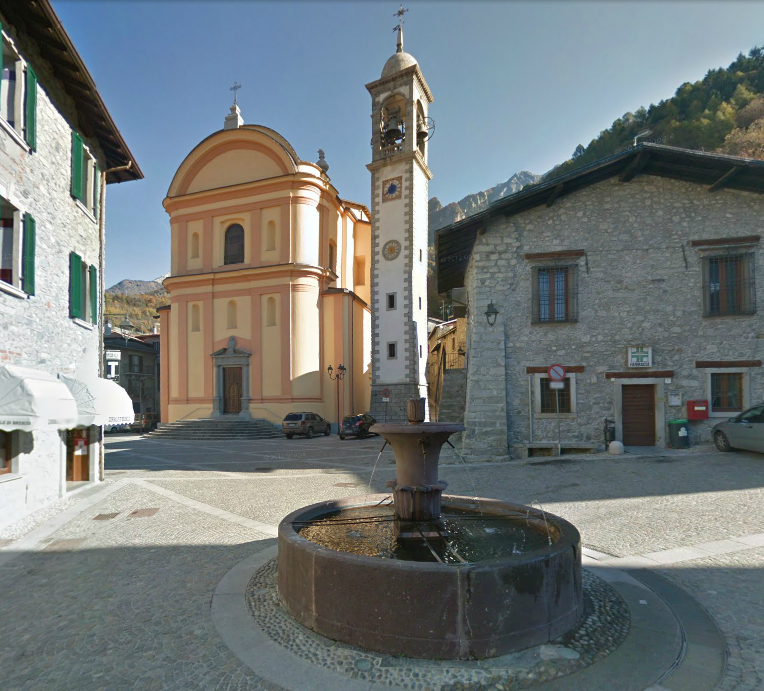
Centrum van Niardo
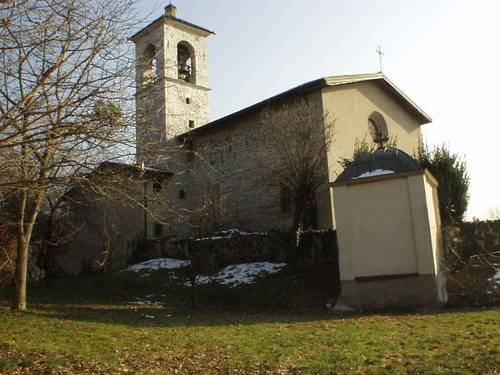
Kerk van San Giorgio, Niardo
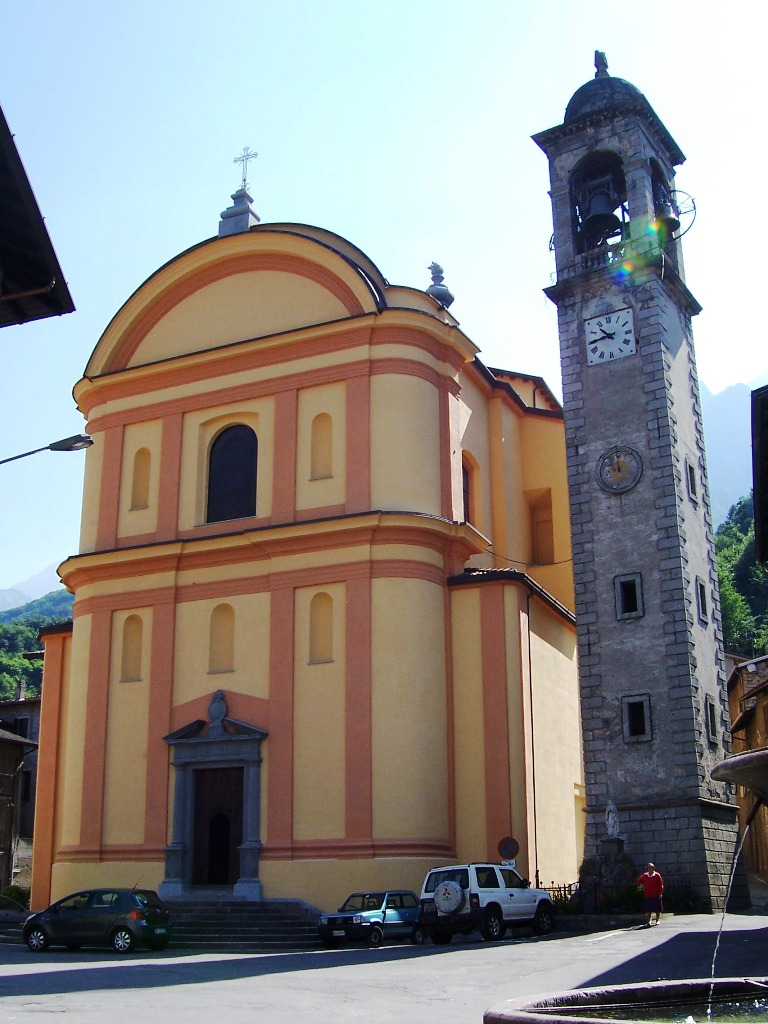
Kerk van San Maurizio, Niardo
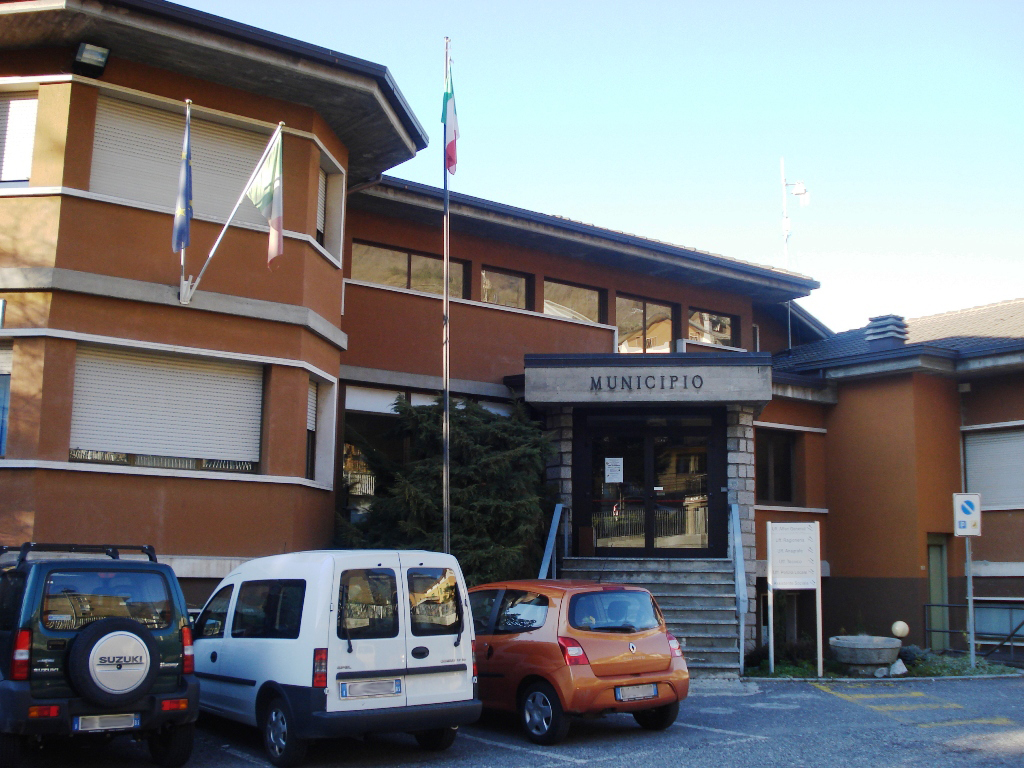
Gemeentehuis

## Demografie
Niardo telt ongeveer 768 huishoudens. Het aantal inwoners steeg in de periode 1991-2001 met 7,8% volgens cijfers uit de tienjaarlijkse volkstellingen van ISTAT.
| Jaar | Inwoneraantal |
| ---- | ------------- |
| 1991 | 1704          |
| 2001 | 1837          |

## Geografie
Niardo grenst aan de volgende gemeenten: Braone, Breno, Losine, Prestine.